# Battaglia di Legnica
La battaglia di Legnica (pronuncia: /lɛɡˈɲit͡sa/ ; in polacco Bitwa pod Legnicą, in tedesco Schlacht von Liegnitz, o anche Schlacht bei Wahlstatt) fu uno scontro che vide opposti un esercito tataro-mongolo e una coalizione di polacchi e tedeschi sotto l'egida del duca di Slesia Enrico II il Pio, che agì con l'appoggio della nobiltà feudale e dei cavalieri degli ordini militari-monastici inviati dal papa Gregorio IX.
Lo scontro avvenne il 9 aprile 1241 a Legnica, in Polonia, e con esso polacchi e tedeschi tentarono di bloccare l'offensiva dei tataro-mongoli. Malgrado la vittoria dei tataro-mongoli, questo fu il luogo più avanzato nel continente europeo che riuscirono mai a raggiungere, dopodiché, a causa dell'instabilità politica sorta in Mongolia, si assistette alla loro ritirata.

## Dibattito formale
Al pari di molte battaglie storiche, le informazioni relative ai dettagli sulla composizione delle forze schierate delle tattiche e del corso degli scontri sono lacunose e talvolta contraddittorie; per tale motivo più volte sono stati rivisti i documenti ed i dati relativi a questa battaglia.
Nel passato si era considerato Legnica una specie vittoria di Pirro del duca Enrico II, che sacrificò la propria vita affinché i tataro-mongoli non avanzassero più a ovest. Oggi si ammette piuttosto che la battaglia sia stata una palese sconfitta delle forze occidentali. D'altra parte, i tataro-mongoli non intendevano procedere ad ovest dal territorio polacco, ma piuttosto invadere il regno di Ungheria, e mirarono a bloccare ogni possibile supporto di truppe da parte di Polonia e Germania: fatto ciò, si riunirono con il resto della loro armata già in Ungheria.
Uno dei capi mongoli, Kadan, fu a lungo confuso nelle cronache medievali con Kaidu, figlio di Kashin Khan e nipote di Ögedei Khan, considerato erroneamente a capo alle truppe tataro-mongole presso Legnica.

## Preludi
I tataro-mongoli avevano assoggettato il popolo dei Cumani, ma alcuni di questi erano fuggiti in Ungheria, dove avevano trovato rifugio e protezione, almeno formale, da parte del sovrano Bela IV. Bela ricevette dall'Impero mongolo degli ultimatum che richiedevano la restituzione dei Cumani. Allorché queste richieste rimasero inascoltate, i tataro-mongoli pianificarono un'invasione del regno d'Ungheria, prodromo per una invasione dell'Europa. Batu Khan e Subedei guidarono personalmente due armate nell'attacco portato direttamente all'Ungheria, mentre una terza armata, guidata da Baidar e Kadan, attuò un diversivo in Polonia, al fine di tenere impegnate le forze del nord, che altrimenti sarebbero accorse in soccorso del regno d'Ungheria.
Le forze dell'orda tataro-mongola devastarono e depredarono la parte orientale della Polonia, giungendo sino al confine con la Lituania, mentre Baidar e Kadan si occupavano della parte meridionale del Paese: saccheggiarono numerose città quali Lubin, Sandomierz, Zawichost, Cracovia e Bytom nel 1241, senza fermarsi a conquistare Breslavia (Wrocław) dopo un grande assalto che vide ripiegare le forze polacche. Rilevando l'impossibilità di conquistare immediatamente la città fortificata, Baidar e Kadan iniziarono a considerare l'eventualità di un assedio, quando giunse la notizia dell'arrivo di un'armata con cinquantamila unità che si trovava a due giorni da Breslavia. A tale notizia vennero abbandonati i progetti di assedio e ci si mosse per intercettare il contingente in arrivo. I tataro-mongoli colsero le armate guidate da Enrico II nei pressi della città fortificata di Legnica, in una zona detta Legnickie Pole ("Il campo di Legnica"), o anche in tedesco Wahlstatt ("Campo di battaglia").

## Composizione delle truppe

### Tataro-mongoli
Si trattava di un'armata composita, generatasi dal distacco di truppe dell'armata agli ordini di Subotai. Presentava grande mobilità tattica e velocità grazie anche ad arcieri a cavallo, più leggeri e veloci rispetto ad un nemico corazzato ed appesantito e per questo più lento. La tattica adottata constava di una serie di finti attacchi ed ingannevoli arretramenti effettuati da gruppi armati disposti a raggiera, il cui scopo era di frammentare le ordinate fila nemiche, conducendo i compatti squadroni avversari in una trappola in cui avrebbero subito attacchi ai fianchi. Tale schema, utilizzato pressoché invariato in tutti i grandi scontri armati dei tataro-mongoli, era reso possibile da un continuo addestramento e da un efficientissimo sistema di comunicazioni sul campo di battaglia (e dalle retrovie al campo di battaglia), in cui si faceva uso di un articolato codice di bandiere; la comunicazione funzionava a cascata, ragion per cui i ranghi superiori potevano interagire con tempestiva lucidità sugli eventi dello scontro. Tale sistema era assolutamente sconosciuto ai cavalieri europei, fra i quali, durante la mischia, non esisteva pressoché alcuna comunicazione per disporre le truppe e tanto meno per disporre una nuova tattica se necessaria.
L'entità delle truppe coinvolte in questo scontro è impossibile da stabilire in modo rigoroso. I dati forniti dalle fonti europee sono a dir poco esorbitanti: vennero calcolate 100000 unità. Più recenti studi di storia militare mongola attestano il numero a 20000 uomini, che includeva un buon numero di cavalleggeri dotati di archi. Nella Historia Tartarorum dell'ignoto francescano C. de Bridia si suppone una forza tataro-mongola composta da 10000 unità, che si sarebbe ridotta a 8000 dopo lo scontro, a seguito delle perdite subite.

### Polacchi e Tedeschi
Secondo quanto riferisce lo storico James Chambers, il duca Enrico II disponeva di 25 000 uomini, tra i quali si potevano distinguere due tipologie di combattenti: 
- truppe male addestrate, a seguito del duca Mieszko II il Grasso da Opole e agli ordini del figlio del margravio di Moravia, Boleslav, alle quali si aggiungevano soldati arruolati nella Grande Polonia e volontari bavaresi provenienti da Złotoryja,
- truppe scelte e ben addestrate radunate direttamente da Enrico II, fra le quali mercenari provenienti dai ducati dei Piast nella Slesia e un esiguo contingente di cavalieri Templari ed Ospitalieri.

Il numero degli uomini del contingente dei cavalieri Teutonici, che la tradizione pone a fianco degli occidentali, rimane imprecisato.
Un altro studioso, il polacco Gerard Labuda, sostiene invece che l'armata cristiana contasse fra i 7-8000 uomini. Dall'analisi di Labuda sugli Annales di Jan Długosz, un testo del XV secolo, si evince che la presenza dei cavalieri Teutonici venne aggiunta nel testo solo in un tempo successivo alla prima stesura. Infine, la leggenda secondo cui il Gran Capitano dei cavalieri Teutonici Poppo von Osterna cadde in battaglia è falsa: egli morirà anni più tardi, durante una visita alla moglie monaca.

## Lo scontro
Enrico suddivise le forze in quattro divisioni:
- i bavaresi guidati da Boleslav di Moravia,
- i coscritti della Grande Polonia con i Cracoviani, al seguito di Sulisław, fratello dell'assassinato Palatino di Cracovia,
- la guarnigione di Opole, al seguito di Mieszko con alcuni cavalieri teutonici;
- slesiani, polacchi, templari ed ospitalieri, sotto il diretto comando di Enrico II il Pio.

Dalla descrizione della battaglia dataci da Chambers, la cavalleria slesiana fu la prima ad entrare in contatto con l'Orda tataro-mongola, quindi rimpiazzata dalla cavalleria della Grande Polonia; fu poi la cavalleria di Opole a compiere il successivo assalto. Ciò produsse un arretramento delle avanguardie tataro-mongole e causò la separazione della cavalleria dalle file della cavalleria polacca che subiva indifesa attacchi ai fianchi da parte dell'agile cavalleria tataro-mongola. Uno schermo di fumo venne usato dai tataro-mongoli per occultare i loro movimenti, e ciò creò confusione fra gli europei. Frattanto i cavalleggeri tataro-mongoli portarono un attacco al fianco della cavalleria corazzata, mentre reparti di arcieri bersagliavano le forze polacche.
Erik Hildinger ci segnala che furono i coscritti di Boleslav ad effettuare l'attacco al posto degli slesiani, mentre i fanti polacchi si impegnarono ad inseguire i tataro-mongoli che avevano intrapreso una ritirata strategica. Questa situazione di disgregamento indusse Mieszko a richiamare all'ordine il contingente di Opole, mentre Enrico II impegnava nello scontro anche le riserve per inseguire la ritirata dei tataro-mongoli.
Ciò però conferì ai tataro-mongoli un grande vantaggio, poiché la cavalleria europea si staccò dal corpo delle truppe alleate impiegate nel frattempo a inseguire il ripiegamento nemico; tale frammentazione permise ai tataro-mongoli di sconfiggere un reparto alla volta.
L'armata di Enrico II fu quasi annientata; lo stesso Duca e Boleslav di Moravia vennero uccisi. I caduti stimati nelle file europee variano dai 2 000 ai 40 000 Il Gran Maestro dei Templari Ponce d'Aubon si presentò a Luigi IX di Francia con nove fratelli, nove cavalieri, due sergenti e 500 uomini d'arme in meno.
Le perdite subite dai tataro-mongoli sono tutt'oggi sconosciute e le descrizioni riportate dalle cronache di parte riducono di molto il numero dei caduti, che comunque fu tale da dissuadere i comandanti da effettuare un attacco ai danni dell'esercito boemo.
I tataro-mongoli tagliarono le orecchie a tutti i caduti nemici, raccogliendone almeno nove sacchi. Enrico II, catturato in ritirata, venne trucidato con tre guardie del corpo, e la sua testa fu affissa in cima ad un'asta come monito, innanzi alle mura di Legnica.

## Conclusioni
Vista la schiacciante vittoria tataro-mongola (fu la più ad occidente mai ottenuta dai tataro-mongoli), Venceslao di Boemia ripiegò nel tentativo di raggiungere la Turingia e la Sassonia, ove avrebbe raccolto truppe di rincalzo per rimpinguare le file decimate, ma fu travolto dalle avanguardie nemiche presso Kłodzko, mentre la cavalleria boema bloccava l'avanzata del grosso dell'esercito tataro-mongolo.
L'operazione condotta da Baidar e Kadan fu un utile diversivo; essi, infatti, in seguito abbandonarono Boemia e Polonia dirigendosi a sud per ricongiungersi con le armate di Batu Khan e Subedei e uniti sconfissero gli Ungheresi presso il fiume Sajó nella battaglia di Mohi.
Nel 1242 i tataro-mongoli appresero della morte del gran khan Ögedei, avvenuta per altro l'anno prima. Subutai e Batu stavano programmando un piano da attuarsi nell'inverno successivo, con l'obiettivo di invadere il resto dell'Europa e raggiungere il "grande mare" (l'oceano Atlantico), allorché li raggiunse la notizia della dipartita di Ögedei. Poiché l'Orda aveva nelle sue file di comando tre principi legati in linea diretta con la casa regnante, e perciò elettori e potenziali aspiranti al gran khanato, essi fecero ritorno ad est, verso la capitale Karakorum, per il kuriltai da cui sarebbe stato nominato il nuovo comandante supremo.
Dopo il ritorno di Batu in Mongolia, si deteriorarono parecchio le relazioni fra i dignitari, cugini, sino all'elezione del gran khan Möngke; questi manifestò l'intenzione di riprendere le conquiste ad occidente, ma morì nel 1255, prima che i piani di invasione fossero terminati. Sotto l'egida di Berke Khan, l'Orda d'oro fu impegnata nel conflitto con il cugino Hulagu Khan nell'Ilkhanato, dove Hulagu assediò e conquistò Baghdad facendo uccidere il califfo al-Musta'sim.
Mai più i tataro-mongoli guardarono ad ovest seriamente per una nuova conquista, ma solo per sporadiche azioni di saccheggio, non essendo per altro più in grado di riunire un grande esercito come fu nel passato per via, anche, delle continue aspre contese intestine.
Guidati dal generale Boroldai i tataro-mongoli assaltarono la Polonia nel 1259 riuscendo nell'impresa, mentre subirono una cocente sconfitta nel 1287. I tentativi fallirono principalmente perché essi non erano più animati dal desiderio di conquista che li aveva mossi in quell'aprile del 1241, in cui Polonia ed Ungheria caddero ai loro piedi e l'Europa occidentale fu seriamente minacciata.
I territori russi conquistati dall'Orda d'Oro, invece, rimasero per secoli sotto l'egida tataro-mongola.